# Maculinea marginepunctata
Maculinea marginepunctata är en fjärilsart som beskrevs av Gill 1904. Maculinea marginepunctata ingår i släktet Maculinea och familjen juvelvingar. Inga underarter finns listade i Catalogue of Life.